# Philip Bradbourn
Philip Bradbourn (ur. 9 sierpnia 1951 w Tipton, zm. 19 grudnia 2014 w Black Country) – brytyjski polityk, deputowany do Parlamentu Europejskiego V, VI, VII i VIII kadencji.

## Życiorys
Ukończył w 1972 studia podyplomowe z zakresu administracji miejskiej. Do 1987 pracował jako urzędnik samorządu terytorialnego, lokalnej administracji podatkowej, działu informacji. Później do 1998 był etatowym doradcą przewodniczącego konserwatystów w okręgu Wolverhampton.
Od 1974 do 1979 zasiadał w krajowej komisji organizacji młodzieżowej Partii Konserwatywnej. Pod koniec lat 80. przewodniczył regionalnemu Konserwatywnemu Centrum Politycznemu w West Midlands, a następnie do 1993 ogólnokrajowemu Centrum Politycznemu. W latach 1997–1999 pełnił funkcję lidera torysów w regionie West Midlands.
W 1999 został wybrany w skład Parlamentu Europejskiego. W 2004 i 2009 skutecznie ubiegał się o reelekcję. W VII kadencji został skarbnikiem nowej grupy pod nazwą Europejscy Konserwatyści i Reformatorzy, a także członkiem Komisji Zatrudnienia i Spraw Socjalnych. W 2014 odnowił mandat eurodeputowanego na czwartą z rzędu kadencję.
Kawaler Orderu Imperium Brytyjskiego z 1994.